# Pietroșani (Argeș)
Pour les articles homonymes, voir Pietroșani.
Pietroșani est une commune roumaine située dans le județ d'Argeș.